# Nathaniel Jarvis
Nathaniel Jarvis (Cardiff, 20 ottobre 1991) è un calciatore antiguo-barbudano con cittadinanza britannica, attaccante del Newport City.

## Carriera

### Nazionale
Tra il 2014 ed il 2019 ha totalizzato complessivamente 13 presenze e 3 reti in nazionale.